# 塩化マグネシウム
塩化マグネシウム（えんかマグネシウム、magnesium chloride）とは、マグネシウムの塩化物であり無機化合物の一種で、化学式 MgCl2•6H2O、6水和物は式量 203.3022 の白色結晶である。にがりの主成分のひとつ。

## 製法
塩酸に水酸化マグネシウムを溶解して中和させ、濃縮すると6水和物が析出する。
{\displaystyle {\ce {2HCl + Mg(OH)2 -> MgCl2 + H2O}}}
また塩酸にマグネシウムを加えると、水素を出しながら溶けるが、そのときに塩化マグネシウムが生成する。その過程を化学式で表すと
{\displaystyle {\ce {Mg + 2HCl -> MgCl2 + H2 (^)}}}
となる。
工業的には製塩の副産物として海水から取り出されている。またカリウムとの複塩であるカーナル石 (KCl·MgCl2·6H2O) からも得られる。

## 性質
通常6水和物として市販されている。潮解性があり、水およびエタノールなどにきわめて溶けやすい。塩化マグネシウムを主成分とする水溶液は強い苦味をもち、にがりと呼ばれる。飲み過ぎると下痢になる。密度は、無水物は2.325 g/cm3、6水和物は 1.569 g/cm3。
水溶液は極僅かしか加水分解せず、ほとんど中性であるが、水酸化ナトリウム水溶液あるいはアンモニア水を加えて塩基性にすると水酸化マグネシウムを沈殿する。
6水和物を加熱すると徐々に結晶水を失うが強熱により加水分解も進行し、塩基性塩を生じるため脱水により無水物を得ることは困難である。
{\displaystyle {\ce {MgCl2 . 6H2O -> Mg(OH)Cl + HCl + 5H2O}}}
脱水により無水物を製造する場合は、塩化水素気流中または塩化アンモニウムを添加しながら加熱する。

## 用途
- にがりとして豆腐作りなどに使用される。(塩析)
- 肥料等の製造。
- 電気分解による金属マグネシウムの製造。
- 凍結防止剤、防塵剤、防火剤製造の原料。
- 浣腸液等の製造。

## 事件と薬効
近年、癌や糖尿病、育毛、生活習慣病やその予防などに効果があるとうたって塩化マグネシウムを販売し、販売者が薬事法違反で逮捕される事件が起こっているが、2009年現在、これらの薬効は医学的に立証されていない。なお、ラットでのにがりの抗腫瘍活性については奥田拓道らによって報告されている。